# アダム・ヤジェンプスキ
アダム・ヤジェンプスキ（ポーランド語: Adam Jarzębski, 1590年頃 - 1648年または1649年）は、ポーランドの作曲家、ヴァイオリニスト。

## 生涯
1612年、ブランデンブルク選帝侯ヨーハン・ジギスムントの宮廷楽団にヴァイオリニストとして雇われた。1615年から1年間イタリアに留学した後、ポーランド国王ジグムント3世がワルシャワに創設した宮廷楽団に加わった。宮廷からの信任が厚く、1635年には国王ヴワディスワフ4世からウヤズドゥフ城の建設監理官に任命された。

## 作品
残された作品の中心は器楽曲である。彼の2声～4声と通奏低音のための『カンツォーナとコンチェルト』（1627年）はポーランドのバロック音楽の最古のコレクションの一つである。イタリア様式の影響がうかがわれ、中にはジョヴァンニ・ダ・パレストリーナ、ジョヴァンニ・ガブリエーリ、クラウディオ・メールロ、アレッサンドロ・ストリッジョのマドリガーレやモテットからの引用もある。